# Ludisia
Ludisia là một chi thực vật có hoa trong họ Lan.

## Hình ảnh

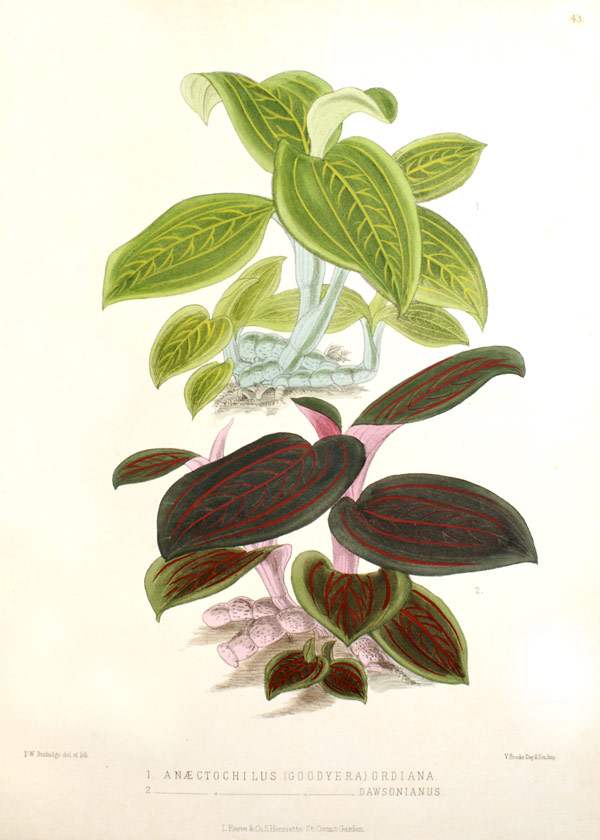
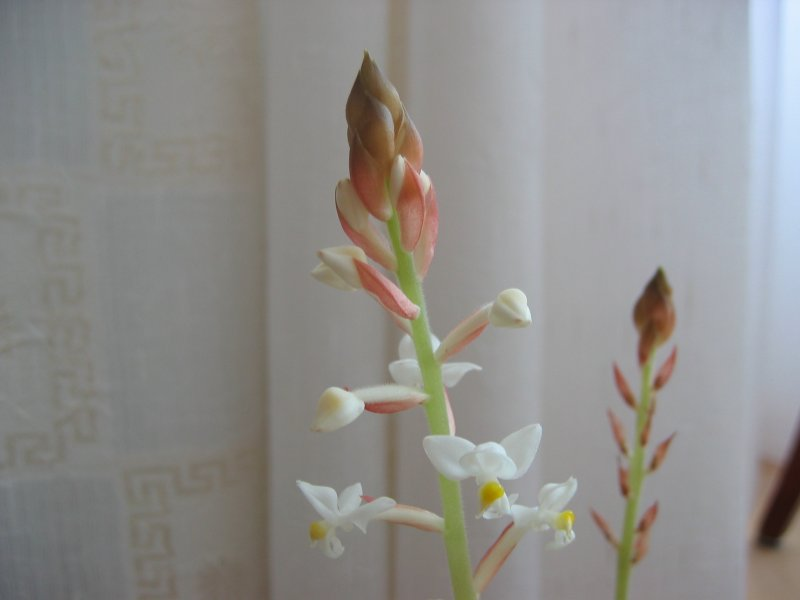
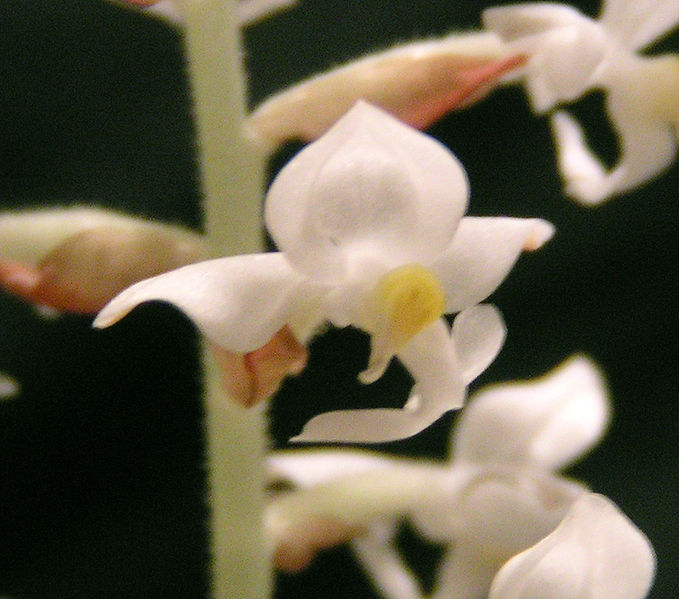

## Danh sách loài
- Ludisia argyroneura
- Ludisia dawsoniana
- Ludisia discolor
  - Ludisia discolor var. dawsoniana
  - Ludisia discolor var. discolor
  - Ludisia discolor var. rubrivenia
- Ludisia furetii
- Ludisia odorata
- Ludisia otletae